# باربرا فيالو
باربرا فيالو (بالبرتغالية: Barbara Fialho‏) (ولدت في 21 ديسمبر 1987) عارضة أزياء برازيلية ولدت في مدينة مونتيس كلاروس، ميناس جيرايس, عرفت بظهورها كأحد عارضات أزياء فيكتوريا سيكريت من 2012.

## روابط خارجية
- باربرا فيالو على موقع IMDb (الإنجليزية)
- باربرا فيالو على موقع دليل عارضات الأزياء (الإنجليزية)
- Photos of Barbara on Style.com